# Sebastián Amasifuén
José Sebastián Amasifuén de Paz (Lima, 6 de junio de 2004), es un futbolista peruano. Juega de guardameta y su equipo actual es el Alianza Atlético de la Liga1 de Perú. Es el hermano mayor del también jugador, Nicolás Amasifuén.

## Trayectoria

### Clubes

#### Alianza Lima (divisiones menores)
Sebastián se formó en las divisiones menores del Club Alianza Lima. En 2022 pasó a formar parte de la reserva del club, en el cual estaría solo un año ya que, al año siguiente, daría el salto al primer equipo.

#### Alianza Lima
En 2023, firmó su primer contrato profesional con el Alianza Lima, pasando a pertenecer al primer equipo victoriano. La duración del contrato es de 2 años, finalizando el 31 de diciembre de 2024.

#### Alianza Atlético
Para la temporada 2024, fue cedido a préstamo al Alianza Atlético Sullana.

### Selección nacional

#### Selección nacional sub-20
Participó en los Juegos Suramericanos de 2022, torneo en el que disputó un partido. Asimismo, participó con la selección de fútbol Sub-20 de Perú en el Campeonato Sudamericano de Fútbol Sub-20 de 2023, en el que disputó 4 partidos.

## Palmarés

### Campeonatos nacionales
| Título          | Club         | País | Año  |
| --------------- | ------------ | ---- | ---- |
| Torneo Apertura | Alianza Lima | Perú | 2023 |